# María Remedios del Valle
María Remedios del Valle, o también Remedios Rosas (Buenos Aires, 1766-Buenos Aires, 8 de noviembre de 1847), fue una militar argentina. Fue una de las llamadas niñas de Ayohúma, aquellas que asistieron al derrotado ejército de Manuel Belgrano en la batalla de Ayohúma. Afrodescendiente argentina, actuó como auxiliar en las Invasiones Inglesas y tras la Revolución de Mayo acompañó como auxiliar y combatiente al Ejército del Norte durante toda la guerra de Independencia de la Argentina lo que le valió el tratamiento de «capitana» y de «Madre de la Patria» y, al finalizar sus días, el rango de sargento mayor del Ejército.

## Biografía
Nacida en 1766 o 1767, en la ciudad de Buenos Aires, entonces capital de la provincia o gobernación del Río de la Plata, en el Virreinato del Perú, era «parda» según el sistema colonial de castas. Durante la Segunda Invasión Inglesa al Río de la Plata, María Remedios del Valle auxilió al Tercio de Andaluces, uno de los cuerpos milicianos que defendieron con éxito la ciudad. Según el parte del comandante de ese cuerpo, «Durante la campaña de Barracas, asistió y guardó las mochilas para aligerar su marcha a los Corrales de Miserere».
Al producirse la revolución del 25 de mayo de 1810 y organizarse la primera expedición auxiliadora al Alto Perú, conformando lo que luego se denominaría Ejército del Norte, el 6 de julio de 1810, María Remedios del Valle se incorporó a la marcha de la 6.ª Compañía de artillería volante del Regimiento de Artillería de la Patria al mando del capitán Bernardo Joaquín de Anzoátegui, acompañando a su marido y sus dos hijos (uno adoptivo), quienes no sobrevivirían a la campaña.
María Remedios del Valle continuó sirviendo como auxiliar durante el exitoso avance sobre el Alto Perú, en la derrota de Huaqui y en la retirada que siguió. En vísperas de la batalla de Tucumán se presentó ante el general Manuel Belgrano para solicitarle que le permitiera atender a los heridos en las primeras líneas de combate. Belgrano, reacio por razones de disciplina a la presencia de mujeres entre sus tropas, le negó el permiso, pero al iniciarse la lucha, Del Valle llegó al frente alentando y asistiendo a los soldados quienes comenzaron a llamarla la «Madre de la Patria». Tras la decisiva victoria, Belgrano la nombró capitana de su ejército.

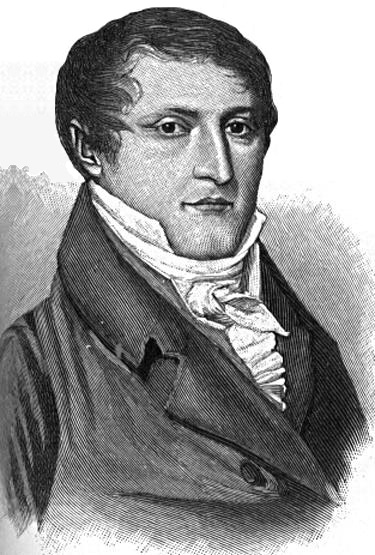
El abogado y general Manuel Belgrano (1770-1820).

Tras vencer en la batalla de Salta, Belgrano fue derrotado en Vilcapugio y debió replegarse. El 14 de noviembre de 1813 las tropas patriotas se enfrentaron nuevamente a las realistas en la batalla de Ayohúma y fueron nuevamente derrotadas. María de los Remedios del Valle combatió, fue herida de bala y tomada prisionera. Desde el campo de prisioneros ayudó a huir a varios oficiales patriotas. Como medida ejemplificadora, fue sometida a nueve días de azotes públicos que le dejarían cicatrices de por vida. Pudo escapar y reintegrarse al ejército argentino donde continuó siguiendo a las fuerzas de Martín Miguel de Güemes y Juan Antonio Álvarez de Arenales, empuñando las armas y ayudando a los heridos en los hospitales de campaña.
Finalizada la guerra y ya anciana, del Valle regresó a la ciudad de Buenos Aires, donde se encontró reducida a la mendicidad. Relata el escritor, historiador y jurisconsulto salteño Carlos Ibarguren (1877-1956), quien la rescató del olvido, que vivía en un rancho en la zona de quintas, en las afueras de la ciudad, y frecuentaba los atrios de las iglesias de San Francisco, Santo Domingo y San Ignacio, así como la Plaza de la Victoria (actual Plaza de Mayo) ofreciendo pasteles y tortas fritas, o mendigando, lo que junto a las sobras que recibía de los conventos le permitía sobrevivir. Se hacía llamar «la Capitana» y solía mostrar las cicatrices de los brazos y relatar que las había recibido en la Guerra de la Independencia, consiguiendo solo que quienes la oían pensaran que estaba loca o senil.
No conforme con su suerte, el 23 de octubre de 1826 inició una gestión solicitando que se le abonasen 6000 pesos «para acabar su vida cansada» en compensación de sus servicios a la patria y por la pérdida de su esposo y sus hijos. (El sueldo máximo en el país era el del gobernador, de 7992 pesos al año).El expediente, firmado en su nombre por un tal Manuel Rico y al que agrega en apoyo una certificación de servicios del 17 de enero de 1827 firmada por el coronel Hipólito Videla, se inicia con la siguiente exposición:

Doña María Remedios del Valle, capitana del Ejército, a V. S. debidamente expone:

Que desde el primer grito de la Revolución tiene el honor de haber sostenido la justa causa de la Independencia, de una de aquellas maneras que suelen servir de admiración a la Historia de los Pueblos. Si Señor Inspector, aunque aparezca envanecida presuntuosamente la que representa, ella no exagera a la Patria sus servicios, sino a que se refiere con su acostumbrado natural carácter lo que ha padecido por contribuir al logro de la independencia de su patrio suelo que felizmente disfruta. Si los primeros opresores del suelo americano aún miran con un terror respetuoso los nombres de Caupolicán y Galvarino, los disputadores de nuestros derechos por someternos al estrecho círculo de esclavitud en que nos sumergieron sus padres, quizá recordarán el nombre de la Capitana patriota María de los Remedios para admirar su firmeza de alma, su amor patrio y su obstinación en la salvación y libertad americana; aquellos al hacerlo aún se irritarán de mi constancia y me aplicarían nuevos suplicios, pero no inventarían el del olvido para hacerme expirar de hambre como lo ha hecho conmigo el Pueblo por quien tanto he padecido. Y ¿con quién lo hace?; con quien por alimentar a los jefes, oficiales y tropa que se hallaban prisioneros por los realistas, por conservarlos, aliviarlos y aún proporcionarles la fuga a muchos, fue sentenciada por los caudillos enemigos Pezuela, Ramírez y Tacón, a ser azotada públicamente por nueve días; con quien, por conducir correspondencia e influir a tomar las armas contra los opresores americanos, y batídose con ellos, ha estado siete veces en capilla; con quien por su arrojo, denuedo y resolución con las armas en la mano, y sin ellas, ha recibido seis heridas de bala, todas graves; con quien ha perdido en campaña, disputando la salvación de su Patria, su hijo propio, otro adoptivo y su esposo!!!; con quien mientras fue útil logró verse enrolada en el Estado Mayor del Ejército Auxiliar del Perú como capitana, con sueldo, según se daba a los demás asistentes y demás consideraciones debida a su empleo. Ya no es útil y ha quedado abandonada sin subsistencia, sin salud, sin amparo y mendigando. La que representa ha hecho toda la campaña del Alto Perú; ella tiene un derecho a la gratitud argentina, y es ahora que lo reclama por su infelicidad.
María Remedios del Valle

El 24 de marzo de 1827 el ministro de Guerra de la Nación, general Francisco Fernández de la Cruz, rechazó el pedido recomendando dirigirse a la legislatura provincial ya que no estaba «en las facultades del Gobierno el conceder gracia alguna que importe erogación al Erario».
En agosto de 1827, mientras Del Valle ―de 60 años― mendigaba en la plaza de la Recova, el general Juan José Viamonte ―entonces diputado en la Junta de Representantes de la Provincia de Buenos Aires en representación de los pagos de Ensenada, Quilmes y Magdalena―
la reconoció. Tras preguntarle el nombre, exclamó: «¡Usted es la Capitana, la que nos acompañó al Alto Perú, es una heroína!». Del Valle le contó entonces cuántas veces había golpeado a la puerta de su casa en busca de ayuda, pero que su personal siempre la había espantado como pordiosera.

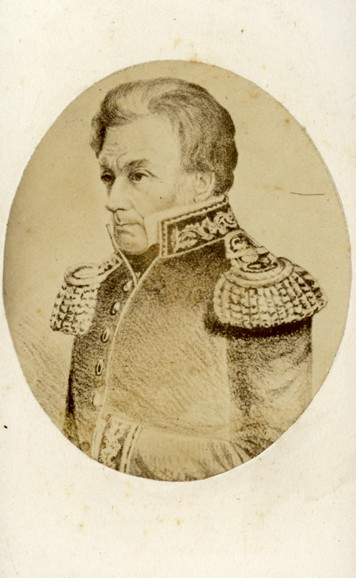
El general Juan José Viamonte.

Viamonte tomó debida nota y el 11 de octubre de ese mismo año presentó ante la Junta un proyecto para otorgarle una pensión que reconociera los servicios prestados a la patria. El 11 de octubre la Comisión de Peticiones de la Junta de Representantes dijo haber «examinado la solicitud de doña María Remedios del Valle por los importantes servicios rendidos a la Patria, pues no tiene absolutamente de que subsistir» y recomendó adoptar la decisión de que «Por ahora y desde esta fecha la suplicante gozará del sueldo de capitán de Infantería, y devuélvase el expediente para que ocurriendo al Poder Ejecutivo, tenga esta resolución su debido cumplimiento». Pero la presidencia de la Junta decidió que tenían temas más importantes que atender, por lo que el expediente quedó en comisión. Se luchaba aún en la guerra del Brasil y Buenos Aires permanecía bloqueada por segundo año consecutivo por las fuerzas navales del Imperio del Brasil.
El 9 de junio de 1828, Viamonte fue elegido vicepresidente primero de la renovada legislatura y decidió insistir con su propuesta.
El proyecto recién se trataría en la sesión del 18 de julio de 1828. Según el Diario de sesiones n.º 115 de la Junta de Representantes de la Provincia de Buenos Aires, al abrirse el tratamiento, Marcelo Gamboa (diputado por la ciudad) solicitó documentos que acreditaran el merecimiento de la pensión, a lo que Viamonte respondió:

Yo no hubiera tomado la palabra porque me cuesta mucho trabajo hablar, si no hubiese visto que se echan de menos documentos y datos. Yo conocí a esta mujer en el Alto Perú y la reconozco ahora aquí, cuando vive pidiendo limosna. Esta mujer es realmente una benemérita. Ella ha seguido al Ejército de la Patria desde el año 1810. Es conocida desde el primer general hasta el último oficial en todo el Ejército. Es bien digna de ser atendida: presenta su cuerpo lleno de heridas de balas y lleno, además, de cicatrices de azotes recibidos de los españoles. No se la debe dejar pedir limosna [...] Después de haber dicho esto, creo que no habrá necesidad de más documentos.
General Juan José Viamonte

Yo no conozco a esta infeliz mujer que está en un estado de mendiguez y esto es una vergüenza para nosotros. Ella es una heroína, y si no fuera por su condición, se habría hecho célebre en todo el mundo. Sirvió a la Nación pero también a la provincia de Buenos Aires, empuñando el fusil, y atendiendo y asistiendo a los soldados enfermos.
Francisco Silveyra, diputado por Quilmes, Ensenada y Magdalena

Pero el diputado por la ciudad Manuel Hermenegildo Aguirre objetó entonces que aunque Del Valle hubiera rendido efectivamente esos servicios a la Nación, la Junta representaba a la provincia de Buenos Aires, no a la Nación, por lo que no correspondía acceder a lo solicitado. El diputado por la ciudad Diego Alcorta insistió entonces en que hacía falta presentar documentación respaldatoria con lo que el debate se tornó áspero. Ambos argumentos inhabilitaban pensiones que recibían otros soldados de su categoría.
El representante por Pilar y Exaltación de la Cruz Justo García Valdez refutó la objeción sobre las atribuciones, afirmando que el gobierno de la Provincia solo conseguiría parecer cruel e insensible si dejaba a la Nación la tarea de premiar tales servicios a la libertad.

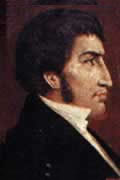
Tomás de Anchorena.

Finalmente, en defensa del proyecto tomó entonces la palabra Tomás de Anchorena quien afirmó:

Efectivamente, esta es una mujer singular. Yo me hallaba de secretario del general Belgrano cuando esta mujer estaba en el ejército, y no había acción en la que ella pudiera tomar parte que no la tomase, y en unos términos que podía ponerse en competencia con el soldado más valiente; era la admiración del general, de los oficiales y de todos cuantos acompañaban al ejército. Ella en medio de ese valor tenía una virtud a toda prueba y presentaré un hecho que la manifiesta: el general Belgrano, creo que ha sido el general más riguroso, no permitió que siguiese ninguna mujer al ejército; y esta María Remedios del Valle era la única que tenía facultad para seguirlo. [...] Ella era el paño de lágrimas, sin el menor interés de jefes y oficiales. Yo los he oído a todos a voz pública, hacer elogios de esta mujer por esa oficiosidad y caridad con que cuidaba a los hombres en la desgracia y miseria en que quedaban después de una acción de guerra: sin piernas unos, y otros sin brazos, sin tener auxilios ni recursos para remediar sus dolencias. De esta clase era esta mujer. Si no me engaño el general Belgrano le dio el título de capitán del ejército. No tengo presente si fue en el Tucumán o en Salta, que después de esa sangrienta acción en que entre muertos y heridos quedaron 700 hombres sobre el campo, oí al mismo Belgrano ponderar la oficiosidad y el esmero de esta mujer en asistir a todos los heridos que ella podía socorrer. [...] Una mujer tan singular como ésta entre nosotros debe ser el objeto de la admiración de cada ciudadano, y adonde quiera que vaya debía ser recibida en brazos y auxiliada con preferencia a una general; porque véase cuánto se realza el mérito de esta mujer en su misma clase respecto a otra superior, porque precisamente esta misma calidad es la que más la recomienda.
Tomás de Anchorena

Luego de un arduo debate se decidió otorgarle «el sueldo correspondiente al grado de capitán de infantería, que se le abonará desde el 15 de marzo de 1827 en que inició su solicitud ante el Gobierno».
A pedido del diputado por la ciudad Ceferino Lagos se votó crear una comisión que «componga una biografía de esta mujer y se mande a imprimir y publicar en los periódicos, que se haga un monumento y que la comisión presente el diseño de él y el presupuesto».
Los diputados votaron el otorgamiento de una pensión de 30 pesos, desde el mismo día que María Remedios del Valle la había pedido (sin pagarle retroactivos por todos los meses en que no había cobrado nada). Para tener una idea de la escasa generosidad para con una heroína revolucionaria, vale precisar que una lavandera ganaba 20 pesos al mes, mientras que el gobernador cobraba 666 pesos. La libra de aceite rondaba 1,45 pesos, la libra de carne 2 pesos y la libra de yerba 0,70 pesos. A María Remedios le otorgaron 1 peso al día.
El 28 de julio de 1828 el expediente fue pasado a la Contaduría General y el 21 de noviembre de 1829, Del Valle fue ascendida a sargento mayor de caballería. El 29 de enero de 1830 fue incluida en la Plana Mayor del Cuerpo de Inválidos con el sueldo íntegro de su clase. Entre enero y abril de 1832 y entre el 16 de abril de 1833 y el 16 de abril de 1835, figuró en listas con sueldo doble.
El 16 de abril de 1835 fue destinada por decreto de Juan Manuel de Rosas (que el 7 de marzo de 1835 había asumido su segundo mandato como gobernador de Buenos Aires) a la plana mayor activa con su grado de sargento mayor. Le aumentó su pensión de 30 pesos en más del 600 %. En la lista de pensiones de noviembre de 1836 María Remedios del Valle figura con el nombre de Remedios Rosas (quizá por gratitud hacia el gobernador que la sacó de la miseria). En la lista del 28 de octubre de 1847 aparece su último recibo, de una pensión de 216 pesos.
En la lista del 8 de noviembre de 1847, una nota indica que «el mayor de caballería Dña. Remedios Rosas falleció».

## Homenajes

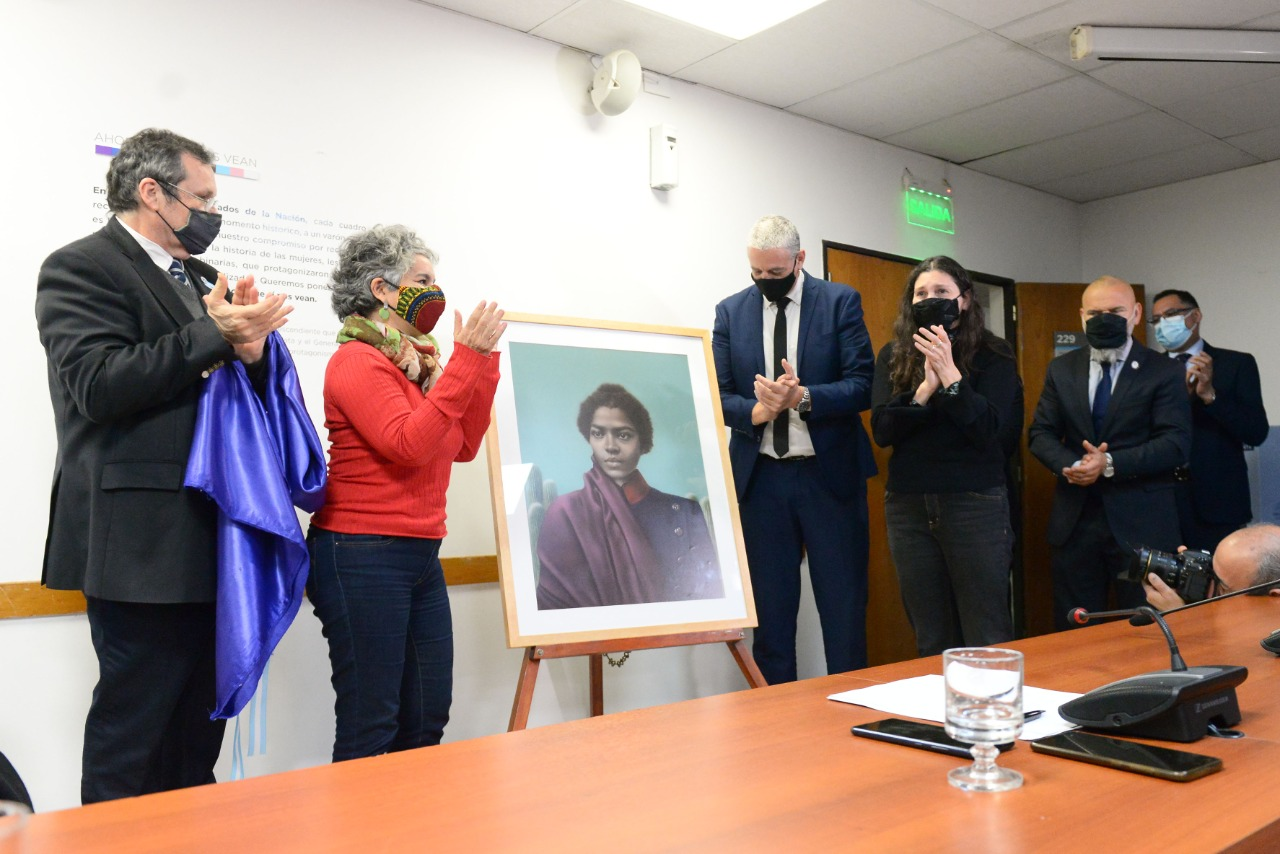
La instalación del retrato de María Remedios del Valle, ganador de un concurso nacional, en la Cámara de Diputados de la Nación en 2021, el primer cuadro de una mujer dentro de la cámara.

La obra de María Remedios del Valle fue reivindicada por Bartolomé Mitre en su libro Historia de Belgrano y de la independencia argentina, donde la menciona por su título de "Madre de la Patria"
Por iniciativa de Octavio Sergio Pico ―presidente del Consejo Nacional de Educación durante el gobierno de Agustín Pedro Justo―, una calle de la ciudad de Buenos Aires lleva su nombre. También una escuela de Buenos Aires lleva el nombre «Capitana María Remedios del Valle» en su honor.
La ley 26852 sancionada el 24 de abril de 2013 por el Congreso de la Nación Argentina estableció el 8 de noviembre como “Día Nacional de los/as afroargentinos/as y de la cultura afro” en conmemoración de María Remedios del Valle.
El 26 de mayo de 2010, en la sesión de la Cámara de Diputados de homenaje al Bicentenario de Argentina, las diputadas Cecilia Merchán y Victoria Donda presentaron un proyecto de ley para construir un monumento en honor a Del Valle. 
El 10 de diciembre de 2018, en la Escuela N.º 25 sita en la calle Ferrando 548 de la ciudad de Santa Rosa, provincia de La Pampa, la comunidad educativa inauguró un monumento alegórico al tema.
En octubre del 2021, la escuela N.º 90 cita en calle Córdoba al 3800 de la ciudad de Rosario, provincia de Santa Fe, cambia oficialmente su nombre de "Franklin Roosevelt" (presidente estadounidense de mediados del siglo XX) por la de María Remedios Del Valle, en homenaje a la "Madre de la Patria". La elección la realizó la comunidad educativa mediante un plebiscito.
En 2022 se la incluyó junto a Manuel Belgrano en una propuesta para el nuevo billete de 500 pesos argentinos. Dicho billete fue cancelado posteriormente aunque su diseño fue rescatado y colocado en el diseño del billete de 10.000 pesos, qué salió en circulación el 7 de mayo de 2024.
El 8 de noviembre de 2022, en conmemoración del Día Nacional de los Afroargentinos y de la Cultura Afro, se instaló un monumento en su imagen en la Plazoleta Castelao, en el barrio porteño de Constitución. El monumento fue diseñado por el escultor Alexis Minkiewicz, en colaboración con Gisela Kraisman y Louis Yupanki. En la madrugada del 1 de septiembre de 2023 el monumento a María Remedios del Valle fue quemado por completo en un acto de vandalismo. El Ministerio de Cultura de la Nación repudió el hecho y colectivos de la comunidad afroargentina denunciaron que se trataba de un acto de racismo.